# Minh Thai
Minh Thái (1965) è uno speedcuber statunitense, di origine vietnamita, che il 5 giugno 1982, all'età di sedici anni, vinse il primo campionato del mondo per la risoluzione del cubo di Rubik a Budapest fermando il cronometro a 22.95 secondi. Non ha partecipato ad altre competizioni.

## Opere
È anche autore del libro The Winning Solution, una guida per risolvere il cosiddetto cubo magico.